# Diosdado Cabello
Diosdado Cabello Rondón (El Furrial, 15 de abril de 1963) é um político, engenheiro e militar venezuelano que atualmente exerce o cargo de Ministro do Interior, Justiça e Paz desde 2024. Ex-membro da Assembleia Nacional da Venezuela, onde anteriormente atuou como presidente, também é membro ativo das forças armadas venezuelanas, com o posto de capitão.
Cabello desempenhou um papel fundamental no retorno de Hugo Chávez ao poder após a tentativa de golpe de Estado na Venezuela de 2002. Tornou-se um membro de destaque do Movimento V República (MVR) de Chávez e continua sendo um integrante proeminente do partido governista, o Partido Socialista Unido da Venezuela, no qual o MVR foi incorporado em 2007. Governador do estado de Miranda de 2004 a 2008, perdeu a eleição de 2008 para o proeminente líder da oposição Henrique Capriles Radonski e, subsequentemente, foi nomeado Ministro das Obras Públicas e Habitação. Em novembro de 2009, foi adicionalmente nomeado chefe da Comissão Nacional de Telecomunicações, cargo tradicionalmente independente do Ministério das Obras Públicas e Habitação. Em 2010, foi eleito deputado pelo seu estado de origem, Monagas. Em 2011, o presidente Hugo Chávez nomeou-o vice-presidente do partido governista, o PSUV. Em 2012, foi eleito e empossado como Presidente da Assembleia Nacional da Venezuela, o parlamento do país. Foi eleito presidente da Assembleia Nacional anualmente até 2016. Foi o segundo e último presidente da Assembleia Constituinte Nacional de 2017.
Cabello foi acusado por desertores venezuelanos e pela mídia pró-oposição de ser uma figura central no Cártel de los Soles, de utilizar nepotismo para recompensar amigos e familiares, e de comandar os colectivos enquanto os remunera com fundos da Petróleos de Venezuela. Em 2013, foram apresentadas pelo menos 17 denúncias formais de corrupção contra Cabello no Ministério Público da Venezuela. Em 26 de março de 2020, o Departamento de Estado dos Estados Unidos ofereceu US$ 10 milhões por informações que levassem à sua prisão e/ou condenação nos Estados Unidos em relação ao tráfico de drogas e ao narcoterrorismo.

## Infância e educação
Diosdado Cabello nasceu em El Furrial, no estado de Monagas. Em 1987, formou-se em segundo lugar em sua turma na Academia Militar do Exército Bolivariano. Seu quociente de inteligência medido (QI) foi classificado como o quinto mais alto entre todos os estudantes na história da instituição. Sua formação é em engenharia. Possui graduação em engenharia de sistemas pelo Instituto Universitário Politécnico das Forças Armadas Nacionais e pós-graduação em gestão de projetos de engenharia pela Universidade Católica Andrés Bello.

## Carreira militar
Enquanto cursava no Instituto Universitário Politécnico das Forças Armadas Nacionais, Cabello fez amizade com Hugo Chávez e ambos jogaram no mesmo time de beisebol.
Durante a tentativa abortada de golpe de estado de fevereiro de 1992 contra o governo do então presidente Carlos Andrés Pérez, Cabello liderou um grupo de quatro tanques para atacar o Palácio de Miraflores. Foi preso por sua participação no golpe, embora o presidente Rafael Caldera mais tarde o tenha perdoado juntamente com os demais participantes, tendo Cabello sido libertado após apenas dois anos sem acusações.

## Carreira política
Após a libertação de Chávez da prisão em 1994, Cabello ajudou na campanha política do líder, sendo um membro proeminente do Movimento V República que Chávez liderava.[carece de fontes?] Após a vitória eleitoral de Chávez em 1998, ele colaborou na criação das organizações de base da sociedade civil pró-Chávez, conhecidas como "Círculos Bolivarianos", as quais foram comparadas aos Comitês de Defesa da Revolução de Cuba e funcionam como organizações-mãe dos colectivos.
De 1999 a 2000, Cabello foi chefe da Comissão Nacional de Telecomunicações (CONATEL). A principal lei de telecomunicações que ajudou a promulgar, conhecida como a "Lei Orgânica de Telecomunicações" (2000), foi especialmente elogiada pelo setor privado. Especificamente, ela encerrou o antigo monopólio estatal sobre o setor e incentivou um nível significativo de competição no livre mercado, contribuindo para um acréscimo de US$ 400 milhões na receita do tesouro, mesmo quando os preços do petróleo não estavam particularmente altos.
Em maio de 2001, tornou-se chefe de gabinete de Chávez e foi nomeado vice-presidente pelo presidente Hugo Chávez em 13 de janeiro de 2002, substituindo Adina Bastidas. Dessa forma, era responsável tanto perante o presidente quanto perante a Assembleia Nacional, bem como pelas relações entre os poderes executivo e legislativo do governo.
Em 13 de abril de 2002, assumiu, de forma temporária, as funções da presidência, substituindo Pedro Carmona, chefe da Câmara de Comércio Venezuelana, como presidente interino durante a tentativa de golpe de estado de 2002, quando Chávez foi mantido prisioneiro e, consequentemente, ausente do cargo. Ao assumir o cargo, Cabello declarou: "Eu, Diosdado Cabello, estou assumindo a presidência até que o presidente da república, Hugo Chávez Frías, apareça." Poucas horas depois, Chávez retornou ao cargo. Isso fez com que a presidência de Cabello se tornasse a segunda mais breve do mundo, depois da do Presidente mexicano Pedro Lascuráin Paredes.
No dia 28 de abril de 2002, Cabello foi substituído como vice-presidente por José Vicente Rangel. Foi nomeado Ministro do Interior em maio de 2002, e, posteriormente, Ministro de Infraestrutura em janeiro de 2003.
Em outubro de 2004, Cabello foi eleito para um mandato de quatro anos como governador do estado de Miranda. Perdeu a eleição de 2008 para Henrique Capriles Radonski e, subsequentemente, foi nomeado Ministro das Obras Públicas e Habitação.
Em 2009, foi adicionalmente nomeado chefe do Conatel. Em 1º de agosto de 2009, 32 estações de rádio e duas de televisão foram intervenidas, decisão ordenada por Cabello. A medida foi interpretada como um ato de censura por diversas organizações não-governamentais e internacionais.
Em 11 de dezembro de 2011, Cabello foi instalado como vice-presidente do Partido Socialista Unido (PSUV), tornando-se, assim, a segunda figura mais poderosa do partido após Hugo Chávez.
Foi nomeado Presidente da Assembleia Nacional no início de 2012 e reeleito para o cargo em janeiro de 2013.
O status de Cabello após a morte de Hugo Chávez foi contestado. Alguns argumentam que, constitucionalmente, Cabello deveria assumir interinamente a Presidência, mas Nicolás Maduro ocupou o cargo.
Frequentemente descrito como o segundo, se não o mais, homem poderoso na Venezuela, a Reuters observa que Cabello possui uma influência significativa "entre os militares e legisladores, além de vínculos estreitos com empresários." Apesar de ser o líder do partido de Chávez, sua reputação geral é a de um pragmático, e não de um ideólogo.

## Programa de televisão
Cabello possui seu próprio programa semanal na Venezolana de Televisión, Con El Mazo Dando (Atacando com o Martelo). Nesse programa, Cabello expõe o ponto de vista do governo sobre diversas questões políticas e apresenta acusações contra a oposição. A Comissão Interamericana de Direitos Humanos (CIDH) manifestou preocupação com a forma como o programa intimida pessoas que recorreram à CIDH para denunciar o governo.
Alguns comentaristas venezuelanos compararam o uso de conversas privadas gravadas ilegalmente em programas como o de Cabello às práticas vigentes na Alemanha Oriental, conforme ilustrado no filme Das Leben der Anderen (A Vida dos Outros). A Anistia Internacional denunciou a forma como Cabello revelou detalhes sobre os arranjos de viagem de dois defensores dos direitos humanos em seu programa e como exibe, de forma rotineira, o monitoramento estatal de pessoas que possam discordar do governo.

## Vida pessoal
Sua esposa, Marleny Contreras, foi eleita como deputada na Assembleia Nacional até se tornar ministra do turismo em 2015. A irmã de Cabello, Glenna, é cientista política e foi conselheira da Missão Permanente da Venezuela nas Nações Unidas. Seu irmão, José David, anteriormente ministro de infraestrutura, está encarregado da arrecadação de impostos como chefe do SENIAT, órgão de receita da Venezuela. Atualmente, José David também é ministro das Indústrias.

## Controvérsias
Cabello foi apelidado de "o polvo" por Rory Carroll por ter "tentáculos em todo lugar." É extremamente influente no governo venezuelano, utilizando uma rede de clientelismo em todo o exército, ministérios e milícias pró-governo. Foi descrito por um colaborador do The Atlantic como o "Frank Underwood" da Venezuela, sob cujo comando a Assembleia Nacional tem o hábito de ignorar completamente os entraves constitucionais — em diversas ocasiões impedindo que membros da oposição se manifestem nas sessões, suspendendo seus salários, retirando a imunidade parlamentar de legisladores especialmente problemáticos e, em uma ocasião, até presidindo a agressão física contra parlamentares contrários enquanto a assembleia se reunia.
Informações apresentadas ao Departamento de Estado dos EUA pela Stratfor afirmaram que Cabello era "a cabeça de um dos principais centros de corrupção na Venezuela." Um cabo diplomático vazado da Embaixada dos EUA, datado de 2009, caracterizou Cabello como um "polo importante" de corrupção dentro do regime, descrevendo-o como "amassando grande poder e controle sobre os mecanismos do regime, bem como uma fortuna privada, frequentemente por meio de intimidação nos bastidores". O comunicado também suscitou especulações de que "o próprio Chávez poderia estar preocupado com a crescente influência de Cabello, mas incapaz de reduzi-la."

### Tráfico de drogas

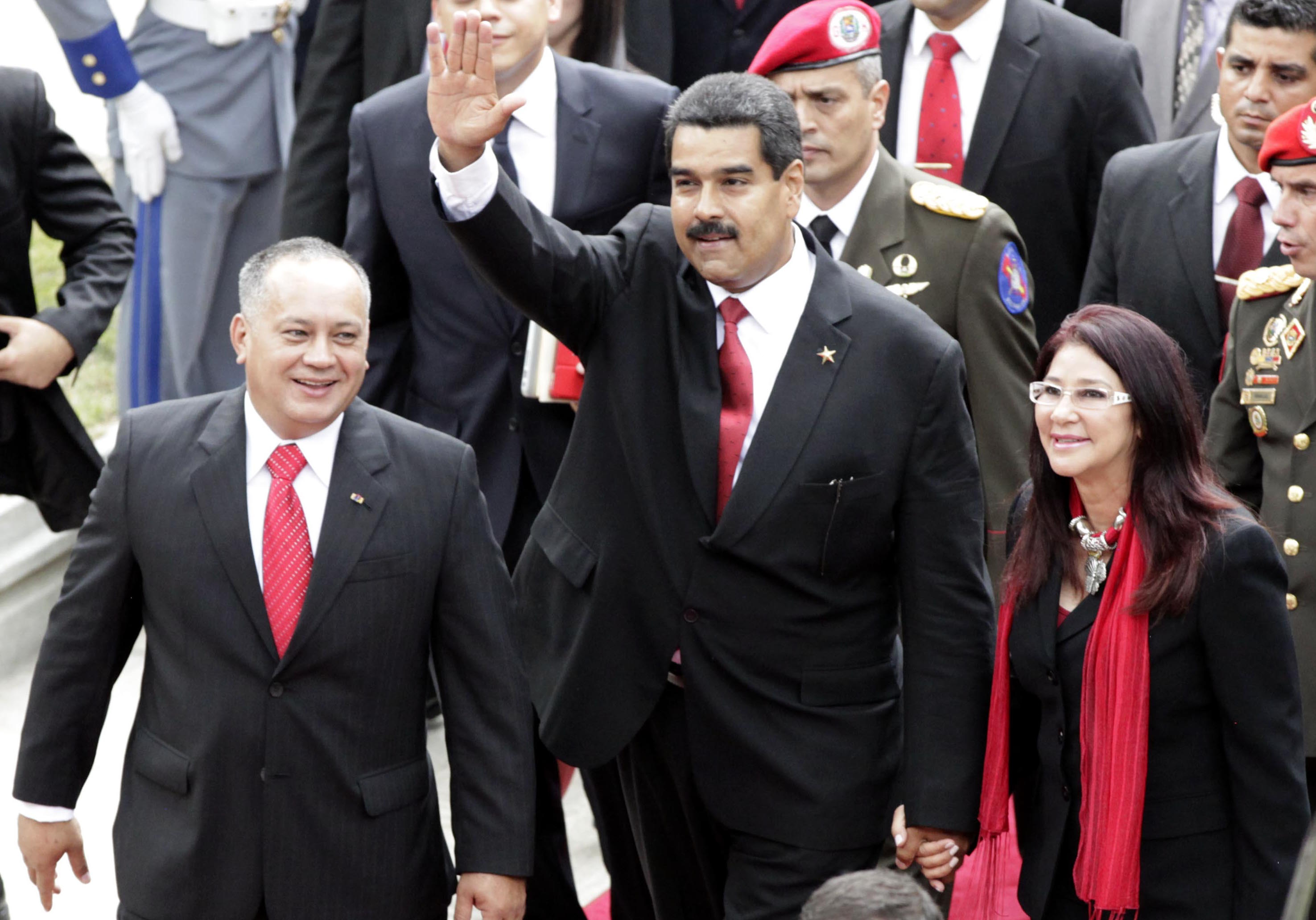
Cabello com Maduro e a primeira-dama Cilia Flores em 2013

Cabello foi acusado, pelo desertor Leamsy Salazar, de ser uma figura de liderança em uma organização internacional de tráfico de drogas, de utilizar nepotismo para recompensar amigos e familiares, conforme apontado pelo The Atlantic e de dirigir os colectivos enquanto os remunera com recursos provenientes da Petróleos de Venezuela, conforme noticiado pela mídia de oposição na Venezuela. Em 2013, foram registradas pelo menos 17 denúncias formais de corrupção contra Cabello no Ministério Público venezuelano.
Em 27 de janeiro de 2015, surgiram relatos acusando Cabello de tráfico de drogas. Em uma série de investigações pelo governo dos EUA, foi afirmado que o suposto envolvimento de Cabello no tráfico de drogas como o "capo" (chefe) do Cartel dos Sóis (em espanhol, Cartel de los soles), também envolveria generais de alta patente das forças militares venezuelanas.
Em 26 de março de 2020, o Departamento de Estado dos Estados Unidos ofereceu US$ 10 milhões por informações que levassem à sua prisão e/ou condenação nos Estados Unidos em relação ao tráfico de drogas e ao narcoterrorismo.

### Conspiração de assassinato contra Marco Rubio
Em meados de julho de 2017, repórteres em Washington, D.C. observaram uma presença de segurança intensificada em torno do Senador dos Estados Unidos Marco Rubio. Em 13 de agosto de 2017, o Miami Herald noticiou que um memorando do Departamento de Segurança Interna dos Estados Unidos alegava que Cabello poderia ter iniciado uma conspiração para assassinar Rubio, tendo possivelmente contatado "nacionais mexicanos não especificados" para discutir o assassinato de Rubio. Cabello é um forte crítico de Rubio, a quem apelidou de "Narco Rubio". Rubio, também crítico do governo venezuelano, liderou esforços junto ao governo dos EUA para agir contra oficiais do governo latino-americano, frequentemente destacando Cabello. O Departamento de Segurança Interna não conseguiu verificar os detalhes da ameaça, mas tratou o caso com seriedade, entrando em contato com diversas agências de aplicação da lei, e o efetivo de segurança de Rubio foi ampliado.

### Sanções
Cabello foi sancionado por diversos países e tem sua entrada proibida na Colômbia. O governo colombiano mantém uma lista de pessoas proibidas de entrar ou sujeitas a expulsão; em janeiro de 2019, a lista continha 200 pessoas com "relacionamento próximo e apoio ao regime de Nicolás Maduro".

#### Argentina
Em setembro de 2024, um tribunal federal em Buenos Aires emitiu um mandado de prisão contra Cabello e diversos outros oficiais venezuelanos por crimes contra a humanidade.

#### Canadá
O Canadá sancionou 40 oficiais venezuelanos, incluindo Cabello, em setembro de 2017. As sanções foram aplicadas devido a comportamentos que minaram a democracia após pelo menos 125 pessoas serem mortas nos protestos venezuelanos de 2017 e "em resposta ao profundo descaminho do governo venezuelano rumo à ditadura". Canadenses foram proibidos de realizar transações com os 40 indivíduos, cujos ativos no Canadá foram congelados. As sanções ressaltaram a ruptura da ordem constitucional na Venezuela.

#### União Europeia
A União Europeia sancionou Cabello e outros seis oficiais venezuelanos em 18 de janeiro de 2018, apontando-os como responsáveis pela deterioração da democracia no país. Os indivíduos sancionados foram proibidos de entrar nos países da União Europeia, e seus ativos foram congelados. Cabello, conhecido como o número dois no Chavismo, não havia sido sancionado pelos EUA quando a União Europeia o sancionou.

#### Estados Unidos

Cartaz de recompensa de Cabello da Administração de Controle de Drogas (DEA)

Em 18 de maio de 2018, o Escritório de Controle de Ativos Estrangeiros (OFAC) do Departamento do Tesouro dos Estados Unidos impôs sanções contra Cabello, sua esposa, seu irmão e seu "laranja", Rafael Sarria. A OFAC afirmou que Cabello e outros utilizaram seu poder dentro do governo bolivariano "para lucrar pessoalmente com extorsão, lavagem de dinheiro e desvio de recursos", com Cabello supostamente dirigindo atividades de tráfico de drogas juntamente com o vice-presidente venezuelano, Tareck El Aissami, dividindo os lucros com o presidente Nicolás Maduro. O escritório também afirmou que Cabello utilizaria informações públicas para rastrear indivíduos abastados, potencialmente envolvidos com o tráfico de drogas, e subtrair-lhes drogas e bens, a fim de eliminar a concorrência.
Como resultado das sanções, relatos estimam que aproximadamente US$ 800 milhões em ativos foram congelados pelo governo dos Estados Unidos. Cabello negou tais relatos, afirmando que seria tolice ter ativos localizados em um lugar onde pudessem ser apreendidos.

#### Suíça
Em 28 de março de 2018, Cabello foi sancionado pela Suíça por "violações de direitos humanos e pela deterioração do estado de direito e das instituições democráticas", tendo seus fundos congelados e sua entrada no país proibida.

#### México
O Senado Mexicano congelou os ativos de oficiais da administração Maduro, incluindo Cabello, e proibiu sua entrada no país em 20 de abril de 2018.

#### Panamá
Em março de 2018, o Panamá sancionou 55 funcionários públicos, incluindo Cabello; Os oficiais foram sancionados pelo governo panamenho por sua suposta participação em "lavagem de dinheiro, financiamento do terrorismo e financiamento da proliferação de armas de destruição em massa".